# Idealismo alemão

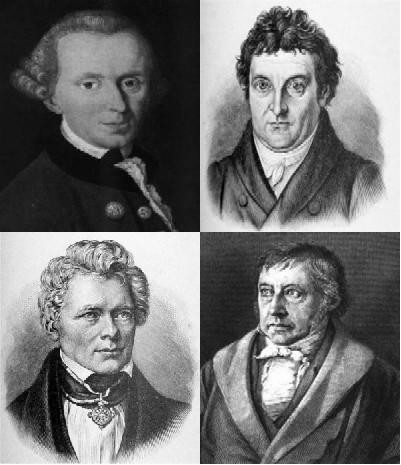
Os filósofos do idealismo alemão. Kant (no canto superior esquerdo), Fichte (no canto superior direito), Schelling (inferior esquerdo), Hegel (inferior direito)

Idealismo alemão é o nome genérico dado a um conjunto de filosofias idealistas desenvolvidas na Alemanha, marcando a era da "filosofia alemã clássica" entre as décadas de 1770 e 1840. Seus principais representantes são: Immanuel Kant (1724-1804), Johann Gottlieb Fichte (1762-1814), Georg Wilhelm Friedrich Hegel (1770-1831) e Friedrich Wilhelm Joseph von Schelling (1775-1854). Esses três últimos também são enquadrados no idealismo pós-kantiano ou pós-kantianismo.
A obra importante, que abre esta página do pensamento alemão, seria a Crítica da Razão Pura de Immanuel Kant. Duas outras grandes obras deste período intelectual seriam a Doutrina da Ciência de Fichte e a Enciclopédia das Ciências Filosóficas de Hegel, período que terminaria com a Spätphilosophie ("filosofia tardia") por Friedrich Schelling.
Além destas quatro figuras, outros pensadores devem ser mencionados, nomeadamente Friedrich Heinrich Jacobi, Karl Leonhard Reinhold, e Gottlob Schulze, mas são geralmente considerados menores. Quanto a Friedrich Hölderlin, a sua recepção é posterior e estende-se até ao século XX. Hölderlin ocupa um lugar importante na formação do idealismo alemão, mas que ainda precisa ser explorado.
Este forte momento filosófico coincide na literatura com o período alto do clássico-romantismo alemão, por ele influenciado. Jacques Taminiaux escreve, por exemplo, que Schiller faz parte do idealismo alemão porque Weimar não fica longe de Jena, onde Fichte fala dele em 1794-1795. Lá ele ensina Os Fundamentos da Doutrina da Ciência em sua Totalidade, Die Grundlage der gesammten Wissenschaftslehre, do qual Hölderlin será o ouvinte direto.

## Taxonomia
Segundo o pesquisador do idealismo alemão Frederick C. Beiser, desenvolveram-se duas formas fundamentais dessa linha filosófica de 1781 a 1801. A primeira era o idealismo subjetivo ou formal de Kant e Fichte, os quais consideravam o sujeito transcendental como fonte das formas, mas este não era acessível como objeto de conhecimento. Ele privilegia o sujeito e centra nele e em sua mente a esfera do ideal e racional. No sentido oposto, o segundo tipo foi o idealismo objetivo ou absoluto dos românticos (Hölderlin, Novalis, Friedrich e August Schlegel, Schelling, Hegel), em que se afirmava que todas as formas da experiência são autossubsistentes e transcenderiam a sujeito e objeto, sem se privilegiar qualquer um desses dois. Sujeito e objeto eram manifestações do Absoluto ou do puro Ser, e o sujeito era dependente suas formas, e não sua fonte. O ideal é absoluto e independente do sujeito do conhecimento, servindo de arquétipo ou base estrutural. Foi com esses românticos, em meados da década de 1790, que se demarcou no conceito de "mundo inteligível" uma esfera mental do sujeito e outra arquetípica absoluta, as quais Leibniz e Kant não diferenciaram anteriormente. Essa distinção teve sua expressão mais clara no Differenzschrift (1801) de Hegel.
O que une ambos tipos de idealismo foi buscar explicar a possibilidade do conhecimento por meio do princípio da identidade sujeito-objeto: deve haver alguma identidade entre ambos para que haja correspondência e interação. Apesar de se buscar superar relativamente esse dualismo, ao mesmo tempo ele também era necessário aos sistemas do idealismo alemão, em dialética de identidade e não identidade.

## Uma gênese complexa
O primeiro testemunho do idealismo alemão é um texto coletivo chamado O Mais Antigo Sistema do Idealismo Alemão (Das älteste Systemprogramm des deutschen Idealismus). Segundo os comentaristas do trio do idealismo alemão, os três antigos Stiftler (Hölderlin, Hegel, Schelling), a data do texto pode oscilar entre 1795 e 1797 e há muito que se pergunta sobre o seu principal autor. Se Hegel, Hölderlin e Schelling foram mencionados sucessivamente, alguns hoje se inclinariam mais favoravelmente a Schelling. Além disso, costuma-se unir Fichte, o autor da Doutrina da Ciência ou Wissenschaftslehre, a estes três pensadores, mas este encontro sob o mesmo rótulo é fortemente contestado segundo Jean-Louis Vieillard-Baron.

### A influência de Kant
Basicamente, a influência de Kant através da sua concepção de razão é decisiva. Kant define filosofia como teologia rationis humanae: "A razão nada mais é do que uma faculdade de sistema e o interesse da razão visa trazer à luz a mais alta unidade possível da maior diversidade possível de conhecimentos." Esta questão do sistema, da sua coerência e da sua fundamentação tornar-se-á fundamental.
Para os filósofos dessa época, à crítica da razão deveria se suceder o sistema dela, com a emergência de uma ciência que procede de um "princípio único". Fichte não visava ver na Crítica da Razão Pura senão a exposição "da pesquisa sobre a possibilidade, significado e regras de tal ciência".
O ponto comum de todos os filósofos do idealismo alemão é que eles adotam, mas também vão além, do pensamento kantiano. O kantianismo anunciou a sua própria transcendência ao afirmar a impossibilidade da metafísica tradicional e o desenvolvimento futuro de um novo sistema metafísico que seria a realização da filosofia transcendental. Este sistema deveria, segundo Kant, conciliar a parte natural e a parte moral da filosofia, partes que se opunham na primeira Crítica. Os pensadores do idealismo alemão propõem estabelecer este sistema de natureza e moral reconciliadas, anunciado por Kant, e assim fundar uma nova forma de fazer metafísica. No entanto, como observa Émile Bréhier, Kant não foi o seu único guia.

### Platonismo e neoplatonismo
Uma profunda orientação ao platonismo e neoplatonismo foi fundamental particularmente aos pensamentos de Hegel, Hölderlin e Schelling, a qual se deveu inicialmente pela formação que esses três tiveram no Tübingen Stift. Essas correntes definiram a restauração da metafísica pelos idealistas pós-kantianos. A partir de seus estudos naquele seminário, Schelling incorporou a teoria de princípios platônica do Filebo para formar a sua tríade de potências dinâmicas, bem como o conceito da anima mundi. Apenas mais tarde que Plotino seria lido por Hegel e Schelling, este último tendo sido profundamente influenciado por ele. No entanto, no seminário os três já teriam contato com Proclo, que exerceu grande impacto sobre o pensamento de Hörderlin e Hegel. Para Hegel, Proclo era o maior dos neoplatônicos e superior a Plotino. O conceito de Geist (em alemão, Mente ou Espírito) para esses filósofos significava o Ser prototípico, o que foi adotado da metafísica neoplatônica em torno do Um. Daí também se deriva o monismo e as discussões de identidade e diferença entre os seres (ver metéxis). Segundo Frederick Beiser, o idealismo alemão, se desdobrando como uma "progressiva dessubjetivização do legado kantiano", passava a reconhecer mais uma realidade ideal, arquetípica e normativa, de modo que ele chega a afirmar: "A história do idealismo alemão é, portanto, mais a história do desenvolvimento progressivo do neoplatonismo".

### Outras influências filosóficas
Tanto Émile Boutroux como Alexandre Koyré e Henri Delacroix concordam em encontrar a origem da intuição metafísica fundamental do idealismo alemão na obra de Jakob Böhme. Outros também apontam influências de Mestre Eckhart.
Fontes mais recentes de inspiração filosófica seriam encontradas em Spinoza e Rousseau. Sem esquecer, à margem do idealismo, a influência daquele que é considerado o "pai" da hermenêutica moderna, Schleiermacher. Por outro lado, deve-se notar, como observa Émile Bréhier, que estes pensadores foram banhados pela renovação de um sentimento quase místico pela natureza acompanhado por um sentido de tradição histórica que é nutrido por numerosos trabalhos acadêmicos e arqueológicos, favorável desde meados do século XVIII.
Esses pensadores, por outro lado, viveram numa época em que, segundo Xavier Tilliette, "a Revolução Francesa e a Doutrina da Ciência de Johann Gottlieb Fichte, esses acontecimentos que Friedrich Schlegel associou, provocaram uma revolta de mentes, um tumulto confuso de ideias e sonhos"; uma época em que o progresso antimecanicista da ciência parecia tender a apagar as fronteiras entre o inorgânico e o orgânico (por exemplo, as descobertas relativas ao magnetismo e ao galvanismo) e dava o espetáculo de uma Natureza capaz de se tornar Espírito contra a corrente tradicional de uma filosofia que estabelecia a subjetividade como princípio de todo o seu conteúdo. Neste contexto, para eles tratava-se de defender a primazia do Espírito sobre a natureza.
Eles assumem a ideia de que a subjetividade é um dos fundamentos de toda filosofia e deste ponto de vista seguem Kant, para quem a subjetividade é o fundamento de "filosofia transcendental" (cf. §16 da Crítica da Razão Pura ). Fichte, que procurou a filosofia de Kant "inacabada", pode ser considerado como "um degrau na escada que leva via Schelling de Kant a Hegel".

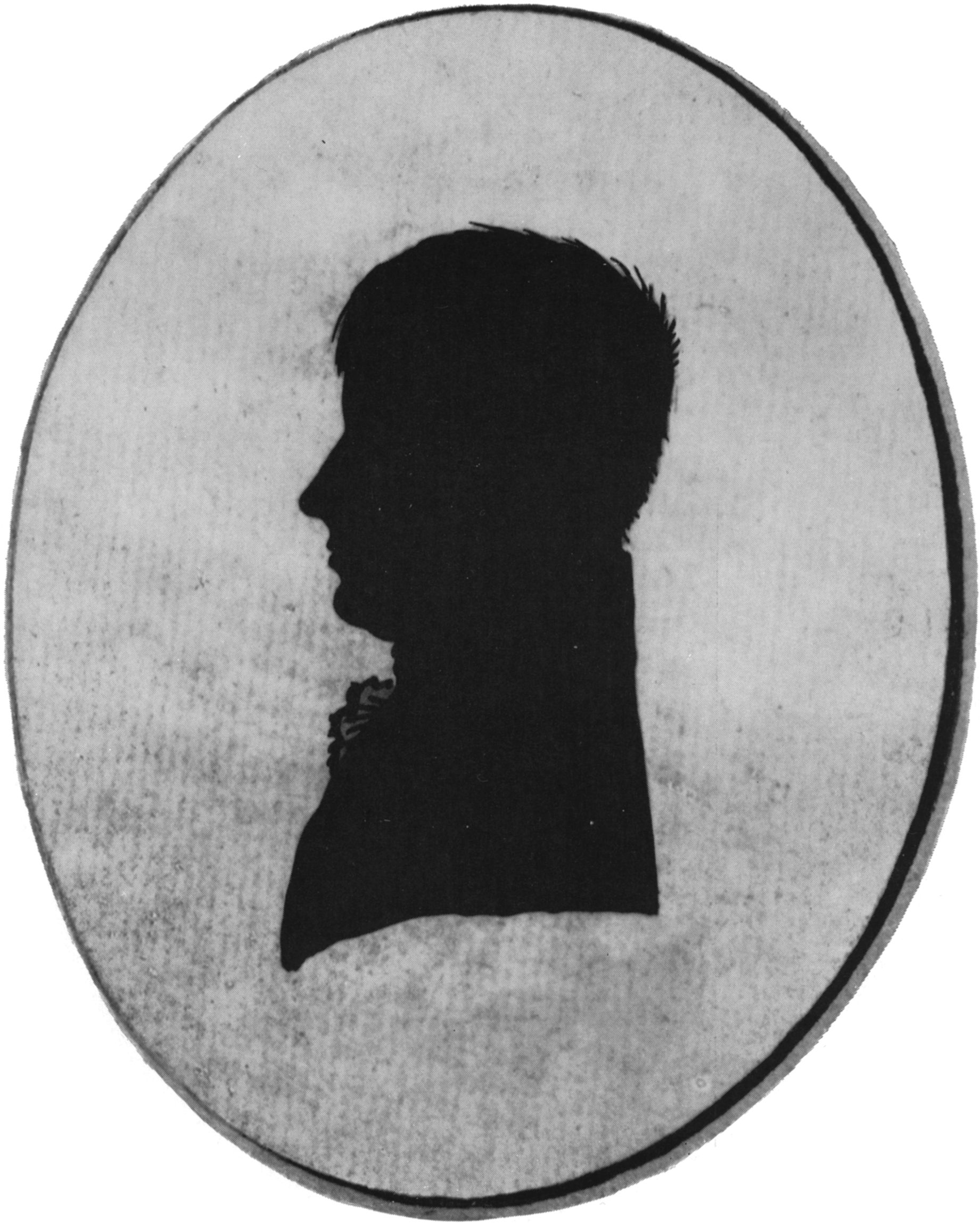
Silhueta de Hölderlin, 1797.

Friedrich Hölderlin, que leu Kant extensivamente e seguiu os ensinamentos de Fichte em Jena em 1794-1795, ocupa um lugar especial na formação do idealismo alemão: em um fragmento filosófico escrito por volta de 1795, "[Ser e Julgamento]", lembra-nos que o Ser não deve ser confundido com a identidade. Segundo Jacques Rivelaygue, Hölderlin criticou "o próprio princípio do idealismo alemão que quer, ao identificar o ser com o ente da subjetividade, fazer dela o fundamento" Rivelaygue acrescenta mais: "Schelling e Hegel reagirão à objeção" por Hölderlin "tentando encontrar soluções dentro da estrutura do idealismo absoluto": Hegel é "menos atento às objeções de Hölderlin do que Schelling".

### Aufklärung, Revolução Francesa e idealismo alemão
O idealismo alemão corresponde ao fim do Iluminismo alemão (o Aufklärung no século XVIII). Kant, Fichte, Schelling, Hegel ficaram fascinados pela Revolução Francesa. Diz-se que Kant interrompeu a sua caminhada diária, por uma das duas únicas vezes na sua vida, para conhecer a evolução da Revolução. Quanto a Hölderlin, Schelling e Hegel, diz-se que plantaram uma árvore da liberdade quando eram seminaristas no Stift de Tübingen.
O germanista Lucien Calvié analisa "a atitude dos intelectuais alemães em relação à Revolução Francesa": entre 1789-1845, observaríamos na cultura alemã "uma tendência à desvalorização ideológica da Revolução Francesa como uma transformação "puramente política" e a procura de um substituto para este modelo impossível, sob a forma de uma revolução alemã mais profunda (ética, estética, filosófica ou social)".
Segundo Jean-Édouard Spenlé, Kant desfere, no plano teórico, o golpe final no otimismo fundamental do novíssimo racionalismo do Aufklärung alemão, ao limitar, por um lado, o campo do conhecimento possível à experiência do mundo sensível, e ao defender por outro lado, a primazia da prática sobre a teoria.

### Idealismo alemão e romantismo

#### Idealismo e nostalgia pela Grécia
A nostalgia da Grécia se manifesta tanto entre os pensadores "filósofos" que forjaram o idealismo alemão, bem como na literatura entre os escritores (Dichter : "criadores literários") da "época de Goethe" (a Goethezeit) que estão ligados ao classicismo (Goethe, Schiller) ou na dobradiça entre o "classicismo" e romantismo (Hölderlin). O germanista Roger Ayrault cruza a linha de demarcação entre o classicismo de Weimar e o romantismo através da renúncia à nostalgia pela Grécia dos "modernos" românticos: "A disponibilidade dos românticos para enfrentar os problemas da época teria sido impossível se não se tivessem libertado da presença obsessiva da antiguidade."
O filósofo Jacques Taminiaux, que considerou em 1967 que "o que separa e une Hölderlin e Hegel é o próprio espaço por onde se move o pensamento de Heidegger", um pensamento com o qual ele se reconhece "nutrido", trata "do debate “Kant e os Gregos” em modo interrogativo" sobre "o itinerário de Schiller, Hölderlin e Hegel". Segundo a sua leitura da obra de Taminiaux, André Léonard pensa que a nostalgia da Grécia é antes de tudo nostalgia da beleza: "Schiller inicialmente protesta contra a tentativa kantiana de encerrar a Beleza dentro dos limites da subjetividade formal. No seu relatório, A. Léonard escreve "que levado pelo prestígio da filosofia e do humanismo total, Schiller passou a conceber a Beleza na direção da metafísica especulativa como a união da natureza e da subjetividade no seio de uma subjetividade absoluta". Aos olhos deste crítico, Schiller é "sem dúvida um precursor de Hegel".
Nos comentários de outros críticos, Fichte apareceria como um representante das ideias de Herder e do romantismo. Para Herder, a razão histórica está implantada nos povos e nas nações.

#### A transição para o romantismo
A obra de Novalis é tão literária, poética, quanto filosófica e científica. O poeta Novalis conviveu com Schiller, Fichte, Friedrich Schlegel. Entre os teóricos do romantismo alemão na literatura, Schelling foi muito importante. Todos estes encontros cruzados num ambiente composto por filósofos, poetas e/ou escritores tiveram lugar em Jena (romantismo inicial de Jena), a pequena cidade que esta geração dos primeiros românticos pretendia "romantizar": "O mundo deve ser romantizado", escreveu Novalis em seus Fragmentos e Estudos de 1798-1799.

### Idealismo alemão e a noção de Absoluto
Kant considera as ideias de Deus, do Mundo e do homem como representações da razão que, embora tenham um valor orientador, não o são de forma alguma "representações objetivas fornecendo o próprio objeto alvo". Para os pensadores do idealismo estes conceitos não podem ter sido forjados livremente pelo pensamento e há necessariamente um outro conhecimento. Um conhecimento que ocupa o primeiro plano e que determina todos os outros conhecimentos deve ser um conhecimento da "Totalidade", ou o Absoluto. Nesta base, o idealismo alemão recebeu significados diversos e até aparentemente opostos.
Assim, Schelling se opõe ao idealismo subjetivo que Fichte defende. Émile Bréhier sublinha como "esta forma de subordinar a natureza à ordem moral como meio para um fim é completamente antipática ao seu romantismo, ele se recusa a fazer da natureza uma simples representação de si mesmo a serviço de sua atividade". Ele retém de Fichte seu método dialético e também uma filosofia do Espírito revisitada pelo romantismo reinante em Jena.
Schelling também interpreta, por meio da dialética, que extrai de Fichte, a ideia de polaridade que aparece nas ciências físicas da época. Não há mais necessidade de esperar, como Fichte, de um progresso ao infinito a solução das contradições, porque ele a afirma como estando já realizada nas obras de arte e nos homens de gênio, a "identidade" absoluta da Natureza e da Mente. "A Mente é a Natureza invisível, enquanto a Natureza é a Mente visível". Eu e não-eu, sujeito e objeto, fenômeno e coisa em si encontram-se em uma unidade.
É esta primeira filosofia de Schelling que corresponde aproximadamente aos anos 1801-1808 que é chamada de "filosofia da identidade" ou Naturphilosophie. A influência panteísta de Spinoza é óbvia, mas Schelling acrescenta as descobertas da ciência moderna, afirmando por exemplo que a eletricidade na natureza se confunde com a irritabilidade humana, o magnetismo com a sensibilidade, etc. Num segundo período ele abandonará esta concepção do Absoluto para encontrar o Deus da Teologia.

## Princípios gerais
O idealismo tira de Kant a ideia de uma "Razão" dona da totalidade do ser (Deus, mundo e homem), que trabalha para expor a coerência da Natureza (ou mundo). Este domínio implica a autonomia e autofundação da Razão face ao mundo sensível e "coisas em si". O domínio da totalidade só pode ser concebido como "conhecimento absoluto", ele próprio não podendo ser alcançado senão por uma "intuição intelectual".

### Princípios teóricos

#### O princípio da Identidade
Para Schelling, o mundo é uma unidade essencial; não há razão para se opor o mundo ideal ao mundo real. O ser humano e a natureza são apenas duas faces de um mesmo ser, o Uno, o Absoluto. É do seio do Absoluto que nascem Natureza e Mente (ou Espírito), coexistindo e desenvolvendo-se paralelamente em perfeita identidade. Os contraditórios procedem de um Absoluto "indiferente" ao objetivo e ao subjetivo, de uma unidade indiferenciada. O ritmo da Natureza é o mesmo da Mente; é esta tese que se identifica sob o nome de filosofia da Identidade, que não é o "Eu" de Fichte.
Há uma diferença entre Schelling e Hölderlin que reside na sua compreensão oposta de "totalidade". O primeiro a vê apenas como uma simples identidade, enquanto o outro a vê como "uma totalidade viva e temporal integrando em si um processo de diferenciação interna [...] Natureza é o nome da própria totalidade, de todo o processo de diferenciação que opera no universo e que inclui em si até o ser humano e suas produções".

#### A questão do sistema
Desde a Antiguidade, a cosmologia recorreu ao esquema de "sistema" demonstrar a dependência recíproca das partes e destacar a forma como uma totalidade coerente e estruturada se constitui através da ideia de Cosmo. "A revelação desta totalidade coerente é a tarefa do método. Um sistema não se define pela sua conclusão e encerramento, mas pelo método que permite caminhar por toda parte com confiança. Tal foi para Hegel o 'método dialético'", escreve Jean Beaufret. A ideia de sistema assumiu considerável importância no século XIX, a tal ponto que o historiador Émile Bréhier fez dele o título de uma de suas partes principais.
Com o "idealismo alemão", o "sistema" não é mais um ornamento exterior, mas "a expressão da totalidade do ser na totalidade da sua verdade e da história da verdade, é o próprio ser", observa Martin Heidegger. O que está em jogo é nada menos que a questão do ser, num idealismo que se caracteriza por uma "vontade" ou uma "reivindicação" de Sistema que o destaca na história da filosofia, segundo um comentário de Gilbert Gérard. Uma das condições de possibilidade de existência de um Sistema metafísico reside no destaque de um fundamento ou princípio "autoconstituído, incondicionalmente certo e universal", de tal modo que se revelará na diversidade de formas de se apreender o "Absoluto" entre esses pensadores do idealismo.

#### A dialética
É a Fichte que devemos a renovação da dialética que dominará as mentes durante cerca de cinquenta anos na Alemanha. Fichte se pergunta como a liberdade incondicional que reivindica para o "Eu absoluto" pode ser conciliada com a limitação que lhe é imposta pela dinâmica do universo externo. Para que o eu possa se colocar como uma realidade total e infinita, "a contradição deve ser resolvida sintetizando os termos aparentemente contraditórios, mostrando que cada um deles é verdadeiro sob um determinado aspecto". Longe de se limitar a uma aplicação mecânica do princípio da contradição, a dialética em todos estes pensadores acompanhará um impulso especulativo, em busca de uma espécie de libertação espiritual, recusando-se a parar diante de aparentes contradições.
Em busca de uma determinação total do universo pelo Self, Fichte descreve o "ser humano" como continuação da sua humanização através da sua atividade de conhecimento. Fiel ao Esclarecimento, conclui Émile Bréhier, Fichte apenas considera a natureza como um material que pode ser modelado para a atividade humana.

#### A construção
Com Schelling é o ato de "construir" que se tornará o bem comum do idealismo alemão, nomeadamente as diferentes etapas da história correspondentes às diferentes "idades do mundo", começando pela época original, do mundo oriental ao mundo grego, do mundo grego ao mundo romano e finalmente ao mundo cristão. Não se trata de uma reclassificação a posteriori dos fatos históricos, mas sim da abertura na sua essência do espaço histórico e das suas dimensões, nota Martin Heidegger.

### Orientação prática

#### Naturalismo

##### Oposição ao mecanicismo
As atrações que o mecanicismo newtoniano experimentou no século XVIII esgotam-se e dão lugar a uma certa hostilidade. Contra o mecanicismo cartesiano ou newtoniano, Schelling considera a natureza como um todo que regula a ação de forças opostas que tendem à destruição mútua: retorno do antigo pensamento jônico de um Logos regulador dos opostos, observa Émile Bréhier. O desenvolvimento das ciências experimentais no campo da vida, da eletricidade e do magnetismo levanta novas questões sobre as chamadas diferenças qualitativas, para as quais é completamente impossível dar uma expressão matemática.

##### A ideia de polaridade e continuidade das formas
A polaridade é sugerida por pesquisas em eletricidade e magnetismo. A Naturphilosophie apreende que "é sempre a um conflito e a uma duplicação de forças que o movimento e a vida na natureza se devem."

##### Princípio orgânico
Émile Bréhier escreve sobre esses pensadores: "em vez de apresentar as coisas da natureza como realidades prontas, aguardando a experiência para conhecê-las e determinar suas relações, vemos que elas mostram em si mesmas uma exigência de universalidade, de espiritualidade, que gera suas próprias formas por uma vitória progressiva da interioridade sobre a justaposição inerte, a exterioridade absoluta das partes que constituem o espaço".
Na Naturphilosophie, a terra é representada como um organismo universal, mãe de todos os outros; é através desta imagem em particular que Hegel abre o estudo da física orgânica; a geologia é, para ele, uma morfologia do organismo terrestre. Para esses pensadores, "nenhum problema está separado de outros problemas, nenhum valor de outros valores, isolar uma forma de ser é condenar-se a não compreendê-la".

#### Sentido da história
O sentimento pela história e pela tradição é uma característica essencial desta época. "Os pensadores procuram, em particular, através de uma filosofia da natureza, imergir determinados seres de volta na grande corrente da vida universal." Do ponto de vista teórico "passa-se a buscar em toda a história da filosofia ocidental a ideia de sistema nesses diferentes contornos e seus estágios intermediários todos centrados e orientados no sistema absoluto", escreve Heidegger. Devemos a esses pensadores uma primeira perspectiva "sobre uma articulação interna na história da filosofia onde as principais épocas serão distinguidas de acordo com o seu caráter sistêmico".